# MacOS Catalyst
MacOS Catalyst ist eine vom kalifornischen Unternehmen Apple entwickelte Software, um ursprünglich für das mobile Betriebssystem iOS bzw. iPadOS programmierte Anwendungen auf Computer mit dem Betriebssystem MacOS zu portieren. Dabei wird vor allem darauf geachtet, die Apps auf die native Bildschirmauflösung von macOS anzupassen. Erstmals wurde Catalyst auf der WWDC 2019 zusammen mit dem Betriebssystem MacOS Catalina vorgestellt.

## Anwendungen
Seit der macOS Big Sur (2020) wird bei einigen System-Apps standardmäßig auf Catalyst gesetzt. Dazu gehören Apple Maps, iMessage, Erinnerungen sowie Notizen. Außerdem hat Apple ein Software Development Kit veröffentlicht, um es Entwicklern zu erleichtern, ihre iOS-Apps für macOS anzupassen.